# Каменное (Новгородская область)
Каменное — деревня в Боровичском муниципальном районе Новгородской области, относится к Травковскому сельскому поселению.
Деревня расположена на Валдайской возвышенности, на высоте 158 м над уровнем моря, к западу от Травково. Близ деревни — Каменское озеро.

## История
В списке населённых мест Новгородской губернии за 1911 год усадьба Каменное указана как относящаяся к Рядовской волости Боровичского уезда.
Население деревни по переписи населения 1926 года — 101 человек. До 31 июля 1927 года деревня в составе Рядокской волости Боровичского уезда Новгородской губернии, а затем с 1 августа в составе Заболотского сельсовета новообразованного Угловского района Боровичского округа Ленинградской области. В ноябре 1928 году Заболотский сельсовет переименован в Денесинский, а центр сельсовета перенесён в деревню Денесино. 30 июля 1930 года Боровичский округ был упразднён, а по постановлению Президиума ВЦИК от 1 января 1932 года Денесинский сельсовет, и Каменное, в том числе, вошли в состав Боровичского района в связи с упразднением Угловского района. Население деревни в 1940 году — 50 человек. Указом Президиума Верховного Совета СССР от 5 июля 1944 года была образована Новгородская область и Боровичский район вошёл в её состав.
Решением Новгородского облисполкома от 9 апреля 1960 года № 296 центр сельсовета был перенесён из Денесино в Травково, а сельсовет был переименован в Травковский.
Во время неудавшейся всесоюзной реформы по делению на сельские и промышленные районы и парторганизации, в соответствии с решениями ноябрьского (1962 года) пленума ЦК КПСС «о перестройке партийного руководства народным хозяйством» с 10 декабря 1962 года сельсовет и деревня вошла в крупный Боровичский сельский район, а 1 февраля 1963 года административный Боровичский район был упразднён, но пленум ЦК КПСС, состоявшийся 16 ноября 1964 года, восстановил прежний принцип партийного руководства народным хозяйством, после чего Указом Верховного Совета РСФСР от 12 января 1965 года сельские районы были преобразованы вновь в административные районы и решением Новгородского облисполкома от 12 января 1965 года и Травковский сельсовет и деревня вновь в Боровичском районе.
После прекращения деятельности Травковского сельского Совета в начале 1990-х стала действовать Администрация Травковского сельсовета, которая была упразднена с 1 января 2006 года на основании постановления Администрации города Боровичи и Боровичского района от 18 октября 2005 года и Каменное, по результатам муниципальной реформы входит в состав муниципального образования — Травковское сельское поселение Боровичского муниципального района (местное самоуправление), по административно-территориальному устройству подчинена администрации Травковского сельского поселения Боровичского района.

## Население
| 2010 |
| ---- |
| 9    |

Постоянное население деревни на 1 января 2011 года — 13 жителей, хозяйств — 6.